# Mostransavto

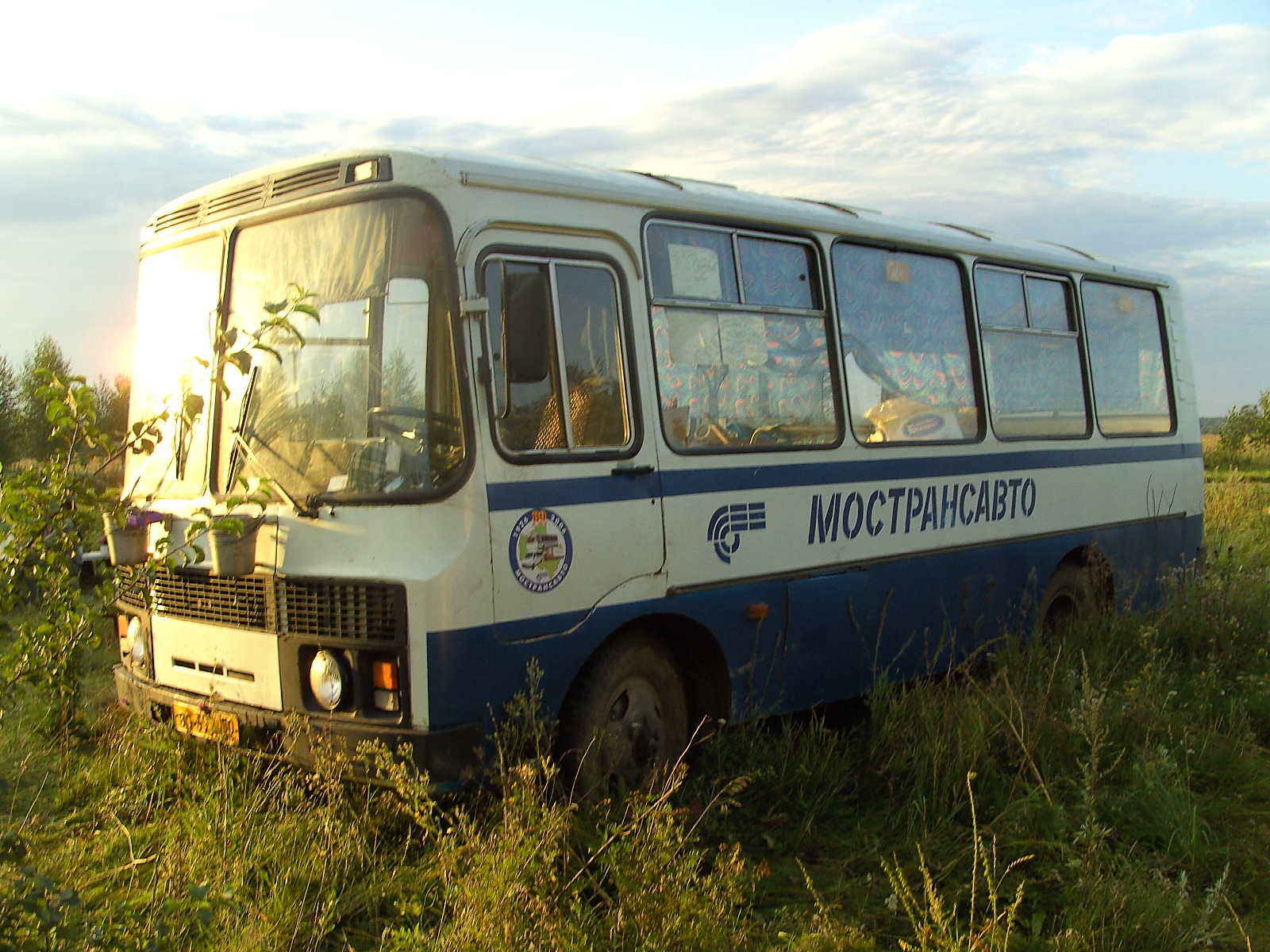
Bus van Mostransavto

Mostransavto (Russisch: Мострансавто) is een busvervoersmaatschappij van de oblast Moskou. Het bedrijf verzorgt dienst op de 1224 lijnen met een totale lengte van 33.800 kilometer. Dagelijks vervoert Mostransavto 2,3 miljoen reizigers. Het bedrijf verzorgt diensten vanuit een busustation in de stad Moskou en 44 busstations in de andere steden van de oblast (en andere normale bushalte's). Het bedrijf bezit vier grote werkplaatsen (het bedrijf zelf spreekt zelfs van "busreparatiefabrieken").

## Geschiedenis
Op de vergadering van de Raad van Moskou op 11 augustus 1924 werd er besloten om de busdiensten tussen de steden van de oblast Moskou te organiseren. De eerste streekbusdiensten van de oblast Moskou ontstonden in de loop van 1925 en 1926. Op deze manier ontstond Mostransavto.
Tot 1992 was Mostransavto een staatsbedrijf, daarna werd het aan de oblast Moskou overgedragen. Dat ging gepaard met vermindering van de financiële steun aan het bedrijf. Het bedrijf moest zelf naar middelen zoeken om te kunnen overleven. Om dat te kunnen realiseren werden er commerciële lijnen georganiseerd, met een iets hogere snelheid en met comfort, maar uiteraard ook met een hogere prijs voor de reizigers. Voor dergelijke lijnen werden naast gewone bussen ook een duizendtal marsjroetka's geleased (marsjroetka's zijn een soort lijntaxis of minibussen).
Het jaar 2001 vormde een keerpunt: Voor het eerst sinds Sovjettijd werd er winst gemaakt. Hiermee kon men modernere bussen aankopen om verouderde types te vervangen. In de jaren na 2001 werden ook moderne busstations gebouwd in verschillende steden van de oblast Moskou.

## Dienstverlening
Mastransavto is op drie terreinen actief:
- Busdiensten tussen Moskou en andere steden van de oblast Moskou en tussen de steden van de oblast onderling;
- Snelle expressdiensten binnen de oblast. Hiervoor worden comfortabelere bussen gebruikt dan voor gewone diensten. De prijs is ook hoger;
- Stadsbusdiensten binnen de steden van de oblast.